# 231 PO 3501 à 3589

La 231 PO 3551 (SACM, 1912)

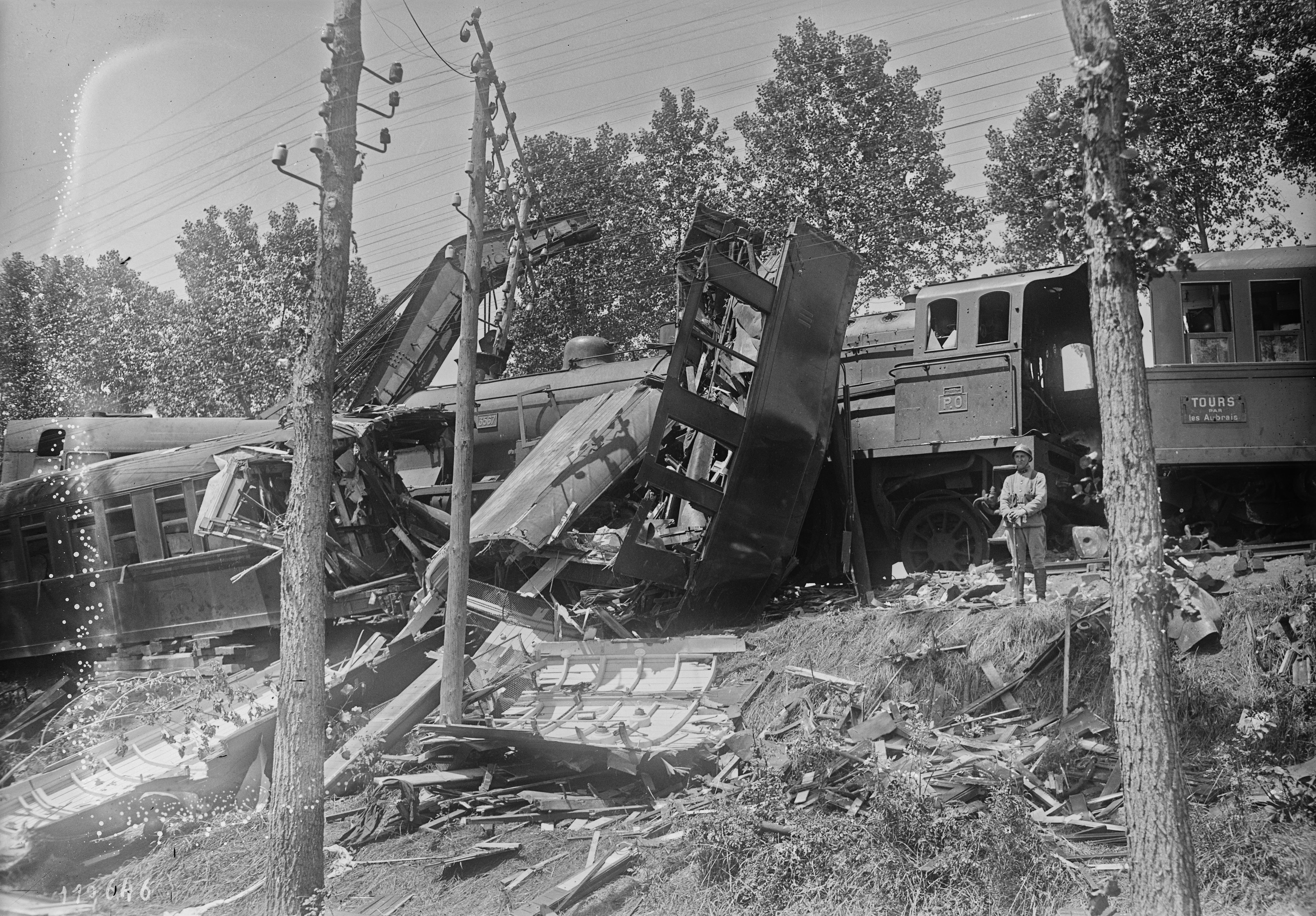
La 231 PO 3567 accidentée le 20 juin 1926 près de Vouvray.

Les 231 PO 3501 à 3589 sont des locomotives de vitesse de disposition Pacific de la Compagnie du chemin de fer de Paris à Orléans (PO). Ces machines seront transformées dans les années 1930 pour former la série 3700 : les Fameuses Chapelon PO.

## Histoire
Pour augmenter la vitesse et le tonnage de ses trains, la Compagnie du Chemin de fer de Paris à Orléans commanda en 1909 une série de locomotives de disposition Pacific qui étaient notamment destinées à assurer la traction des trains express sur les lignes importantes comportant un relief modéré, notamment les lignes Paris-Bordeaux et Bordeaux-Irun. 
Elles étaient inspirées des 231 PO 4501 à 4600 mises au point peu de temps auparavant mais destinées à la traction des express sur des lignes au profil plus accidenté. La principale différence entre ces deux séries de machines était la taille plus importante des roues motrices des 231 PO 3501 à 3589, ce qui leur permettait une plus grande vitesse de pointe. 
Les machines sont livrées dans l'ordre suivant, : 
- 3501 à 3520 construites par la SACM en 1909, dépourvues de surchauffe ;
- 3521 à 3550 construites par Fives-Lille en 1910[3] ;
- 3351 à 3570 construites par la SACM en 1912 ;
- 3571 à 3590 construites par Cail en 1914[4].

### Première guerre mondiale
La 3590 est une locomotive particulière sur laquelle les informations sont rares. D'après une photographie d'époque, cette locomotive, portant une plaque des établissements Cail a été saisie par les Allemands, sans doute en 1914, mise en service et classée dans la série S 08. Affectée à la M.A. (direction des transports militaires) de Liège (Lüttich) avec le numéro 05106 Fr., elle était attelée à un court tender à trois essieux de type "Nord" car la locomotive et son tender d'origine étaient trop long pour les plaques tournantes belges. Elle n'était plus en service à la libération.

### Transformation
Des travaux de transformation de cette série sont effectués sous la direction de l'ingénieur André Chapelon. Ils sont issus des résultats du prototype de la série, réalisé aux ateliers de Tours en 1931 et numéroté 3701.
De cette série, il en résulte :
30 machines pour le PO, dont
-20 unités, les 3501 à 3520, devenues 3702 à 3721
-10 unités prélevées entre les machines 3521 à 3550, devenues 3722 à 3731
45 machines pour le Nord et l'Est, prélevées dans la série 3521 à 3589
soit pour le PO, 30 machines plus le prototype 3701 :
la 3701, prototype de la série
les 3702 à 3721
les 3722 à 3731
soit pour le Nord, 22 machines :
les 3.1171 à 3.1192
soit pour l'Est, 23 machines :
les 231 Est 051 à 073
À la suite du succès engendré par les bonnes performances de ces machines, trois autres séries sont réalisées sur ce modèle pour la Compagnie du Nord :
les 3.1193 à 3.1198 par Blanc-Misseron
les 3.1111 à 3.1120 par Compagnie des forges et aciéries de la marine et d'Homécourt en 1936
les 3.1121 à 3.1130 par Fives-Lille en 1937

## Caractéristiques (Après transformation)
- Surface de grille : 4,33 m2
- Surface de chauffe : 196 m2
- Surface de surchauffe : 80 m2
- Diamètre cylindres HP : 420 mm
- Course cylindres HP : 650 mm
- Diamètre cylindres BP : 650 mm
- Course cylindres BP : 690 mm
- Pression de la chaudière : 17 kg/cm2
- Diamètre des roues motrices : 1 950 mm
- Diamètre des roues du boggie : 950 mm
- Diamètre des roues du bissel : 1 150 mm
- Masse à vide : 97 tonnes
- Masse en ordre de marche : 108 tonnes
- Masse adhérente : 63 tonnes
- Longueur hors tout de la locomotive seule : 13,79 m
- Puissance maximum indiquée : 2 723 kW à 90 km/h
- Puissance maximum à la jante : 2 502 kW à 120 km/h, 2 061 kW à 144 km/h
- Puissance maximum au crochet du tender : 2 061 kW à 90 km/h, 1 950 kW à 110 km/h, 1 877 kW à 120 km/h.
- Vitesse maxi en service : 140 km/h au PO, 130 km/h à la SNCF

Tender :
- Capacité en eau : 35 à 35,5 m3
- Capacité en charbon : 7 tonnes
- Masse du tender en ordre de marche : 72 à 80 t (35 A)
- Masse totale locomotive + tender : 180 à 188 t